# Zodarion atlanticum
Zodarion atlanticum är en spindelart som beskrevs av Pekár och Cardoso 2005. Zodarion atlanticum ingår i släktet Zodarion och familjen Zodariidae. Inga underarter finns listade i Catalogue of Life.